# Gerdau S.A.
Gerdau is de grootste staalproducent van Brazilië en een van de grotere in de wereld.

## Activiteiten
De hoofdactiviteit van Gerdau is schroot en ijzererts uit twee eigen mijnen verwerken tot langstaal, plaatstaal en speciaalstaal. Schroot is de voornaamste grondstof. In 2020 werd 73% van het staal uit elf miljoen ton schroot gemaakt. Het langstaal wordt vooral in Noord- en Zuid-Amerika verkocht, het speciaalstaal wereldwijd aan vooral de auto-industrie.
In 2020 werd dochteronderneming Gerdau Next opgericht waarmee de groep wil diversifiëren naar andere sectoren, zoals de bouw, logistiek, duurzame energie en de ontwikkeling van geavanceerde materialen.
Gerdau heeft 32 fabrieken in Brazilië, Argentinië, Uruguay, Peru, Colombia, Venezuela, de Dominicaanse Republiek, Mexico, de Verenigde Staten en Canada. In 2020 kwam 44 procent van de productie uit thuisland Brazilië en minder dan vijf procent uit de andere Zuid-Amerikaanse landen.

### Resultaten
| Jaar | Omzet        | Winst        | Productie   | Werknemers |
| ---- | ------------ | ------------ | ----------- | ---------- |
| 2020 | R$ 43,8 mld. | R$ 2,4 mld.  | 12,5 mln. t | 28.350     |
| 2019 | R$ 39,6 mld. | R$ 1,3 mld.  | 12,5 mln. t | 27.125     |
| 2018 | R$ 46,2 mld. | R$ 2,5 mld.  | 15,3 mln. t | 26.870     |
| 2017 | R$ 37 mld.   |              | 16,1 mln. t | ca. 30.000 |
| 2016 | R$ 37,7 mld. | R$ –2,9 mld. | 15,7 mln. t | ca. 31.000 |
| 2015 | R$ 43,6 mld. | R$ –4,6 mld. | 17 mln. t   |            |
| 2014 | R$ 42,5 mld. | R$ 1,5 mld.  | 17,9 mln. t | ca. 45.000 |
| 2013 | R$ 39,9 mld. | R$ 1,7 mld.  | 18 mln. t   | ca. 45.000 |
| 2012 | R$ 38 mld.   | R$ 1,5 mld.  | 18,9 mln. t | ca. 45.000 |
| 2011 | R$ 35,4 mld. | R$ 2 mld.    | 19,6 mln. t | ca. 45.000 |
| 2010 | R$ 31,4 mld. | R$ 2,5 mld.  | 17,9 mln. t | ca. 45.000 |
| 2009 | R$ 26,5 mld. | R$ 1 mld.    | 13,5 mln. t |            |

## Geschiedenis
In 1869 emigreerde Johann Heinrich Kasper Gerdau van Hamburg in Duitsland naar Brazilië. In 1870 opende hij in Cachoeira do Sul een winkel met de naam João Gerdau & Cia. Rond 1900 verhuisde hij naar Porto Alegre. Daar kocht hij in 1901 de nagelfabriek Pontas de Paris op. Toen de Tweede Wereldoorlog voor een tekort aan grondstoffen zorgde ging het bedrijf zelf staal produceren. In 1947 trok het bedrijf naar de beurs van Porte Alegre.
Het huidige Gerdau S.A. werd opgericht in 1961. In 1969 veranderde het bedrijf van naam in Metalurgica Gerdau S.A. dat vandaag de holding boven Gerdau S.A. is. In 1980 breidde het bedrijf met de aankoop van een staalfabriek in Uruguay uit naar het buitenland. Er volgde nog verdere expansie naar Colombia, Chili en Argentinië. In 1989 werd een staalfabriek in Canada overgenomen en in 1999 de eerste in de Verenigde Staten. In de laatste land werd vervolgens fors uitgebreid en Gerdau noteerde op de Beurs van New York. In 2005 kocht Gerdau zich in in een Spaans staalbedrijf en in 2007 werd het actief in India. Hier richtte men zich op speciaalstaal voor de auto-industrie.
In 2009 werd de eerste eigen ijzerertsmijn gestart in Minas Gerais. In 2013 werd gestart met de productie van plaatstaal in Brazilië.
In 2015-16 kwam het bedrijf in de problemen door de zwakke economie in Brazilië, overcapaciteit in de wereldwijde staalproductie door de sterke groei in China en een belastingschandaal waarbij ook toenmalig CEO Andrew Gerdau betrokken was. Hierop werd een reorganisatie doorgevoerd waarbij duizenden banen verloren gingen. Ook werden de onderdelen in Spanje en India weer verkocht.